# Matalajärvi (sjö i Puumala, Södra Savolax)
Matalajärvi är en sjö i kommunen Puumala i landskapet Södra Savolax i Finland. Arean är 41 hektar och strandlinjen är 5,23 kilometer lång. Sjön  ingår i Vuoksens huvudavrinningsområde.   Den ligger omkring 40 kilometer sydöst om S:t Michel och omkring 210 kilometer nordöst om Helsingfors. 